# ダースト

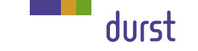
ダースト・グループロゴ

ダースト（Durst Phototechnik AG ）はジュリアス・ダースト（Julius Durst ）とギルバート・ダースト（Gilbert Durst ）兄弟によって1936年に設立されたイタリアの映像機器メーカーである。

## 概要
引き伸ばし機メーカーとして有名で、ピークの1979年には107,000台を販売したが2006年に製造を中止している。日本への輸入代理店は旭光学工業（現リコーイメージング）が務めていた。
少数ながらカメラも製造していた。
現在はこれまでのノウハウを集約させ、ワイドフォーマットUVインクジェットプリンタにそのクオリティは受け継がれており、高い生産性と高解像度を兼ね揃えて独自路線を進んでいる。プリントヘッドやインクなど、通常はOEM供給で構成される事が多い中、自社で開発を進め、VOC排出ゼロの環境インクなど先進的な展開を図っている。
また、業界に先駆けて大判の段ボール資材等を1時間あたり600平方メートルのプリントを実現し、無人搬送設備を前後に取り付けた連続生産モデルの「Rho1000」をdrupa2012で発表し、世界中から注目されている。
日本にはあまり知られていないが、建材、ガラス、テキスタイルへのプリントビジネスも拡張しており、プリントビジネスの新たなマーケティング戦略にも長けており、欧州を中心に実運用展開がすでに始まっている。
日本ではUVインクジェットプリンターの展開を始めて以降は日本製図器工業が輸入総代理店を務めている。

## カメラ製品一覧

### 120フィルム使用カメラ
- ジル（Gil 、1938年発売）- ダーストが最初に生産したカメラ。
- ダースト66（Durst66 、1956年発売）- 6×6cm判。レンズは単玉のカラー・デュプロン（Color Duplon ）8cmF11。シャッターはギロチン式でB、1〜1/200秒。

### 135フィルム使用カメラ
- ドゥーカ（Duca 、1946年発売）- 24×36mm（ライカ）判。レンズは単玉のドゥカール（Ducar ）50mmF11。シャッタースピードはBと1/30秒。
- アウトマティカ（Automatica 、1961年発売）- 24×36mm（ライカ）判。セレン光電池露出計による絞り優先AE。レンズはシュナイダー・クロイツナッハの3群3枚ラジオナー45mmF2.8。

## 引き伸ばし機製品一覧
- F30 - 24×36mm（ライカ）判以下用初心者向け普及機。
- F60 - 6×6cm判以下用。それ以外はほぼF30と同等。
- J35 - 24×36mm（ライカ）判以下用初心者向け普及機。レンズマウントはM25。
- M301 - 24×36mm（ライカ）判以下用。赤と緑に色分けされたフォーカスインジケーターを装備しているためピント合わせが迅速かつ容易。
- M600 - 6×6cm判以下用。それ以外はほぼM301と同等。
- M605カラー
- M700 - 6×9cm判以下用。
- M800 - 6×9cm判以下用。
- M805カラー
- S609 - 6×9cm判以下用。
- ラボレーター1000 (Laborator1000) - 4×5in判以下用。
- ラボレーター1200 (Laborator1200) - 4×5in判以下用。
- ラボレーター138 S (Laborator138 S) - 5×7in判以下用。

ダースト社の引き伸ばし機
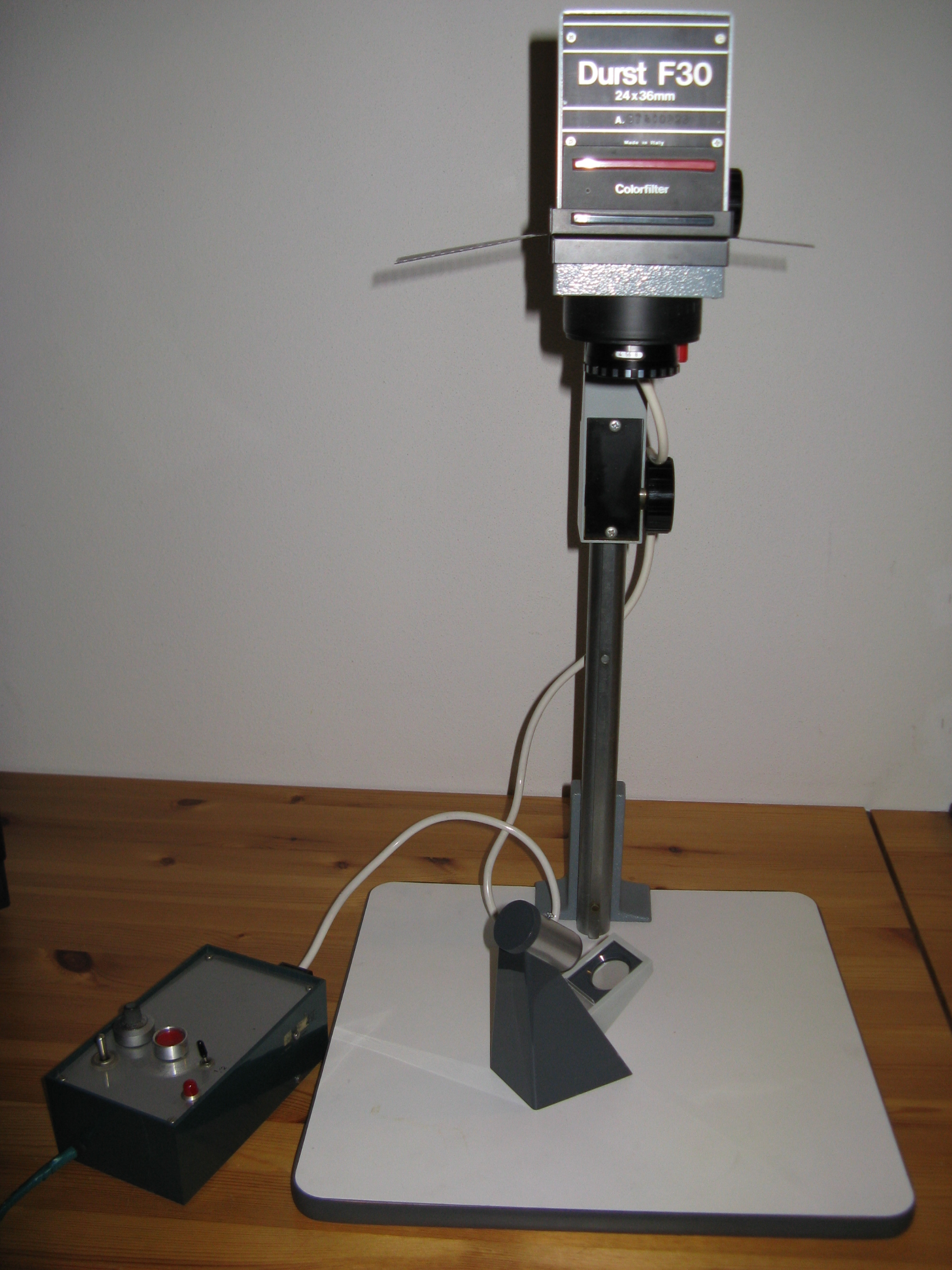
Durst F30
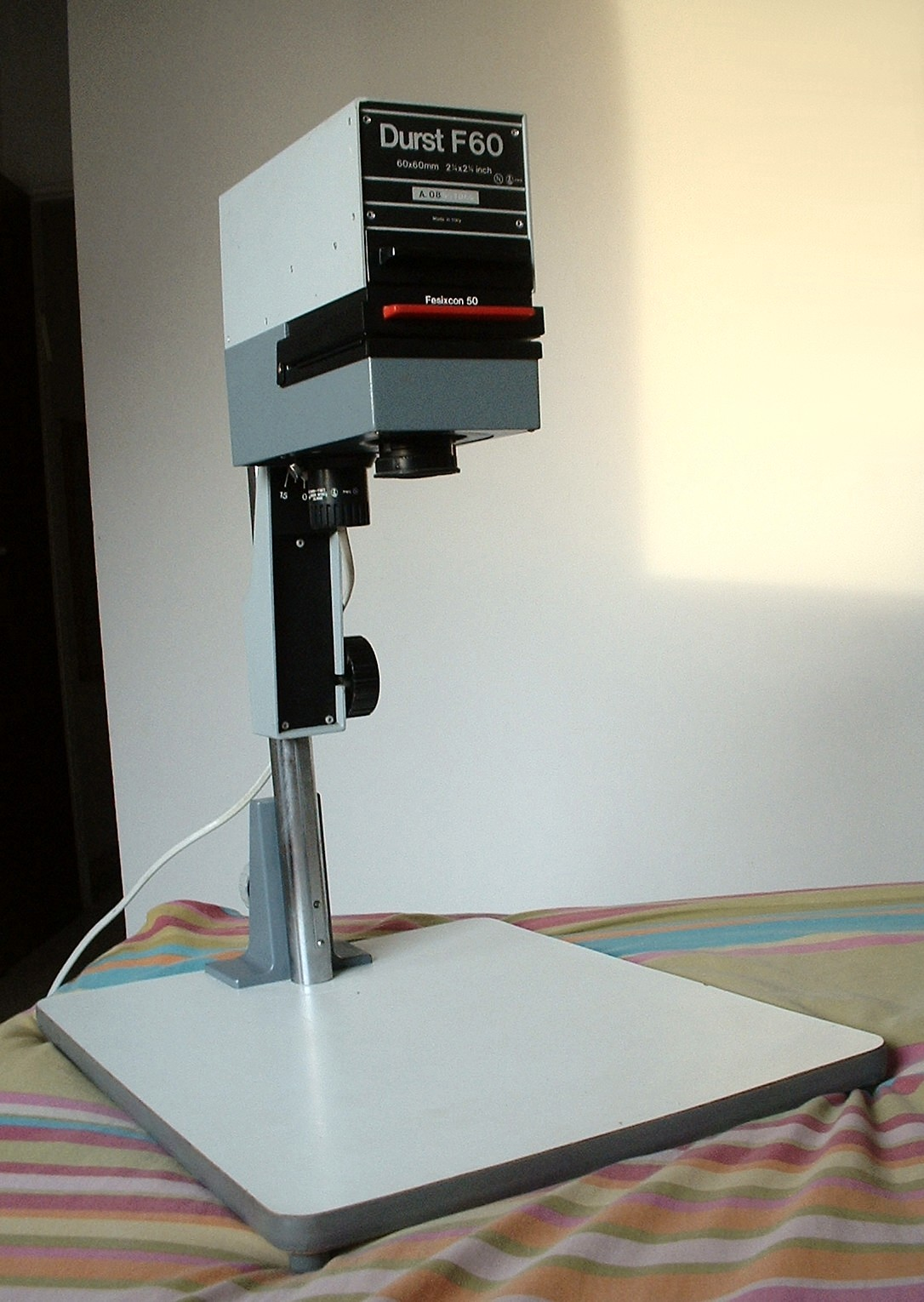
Durst F60
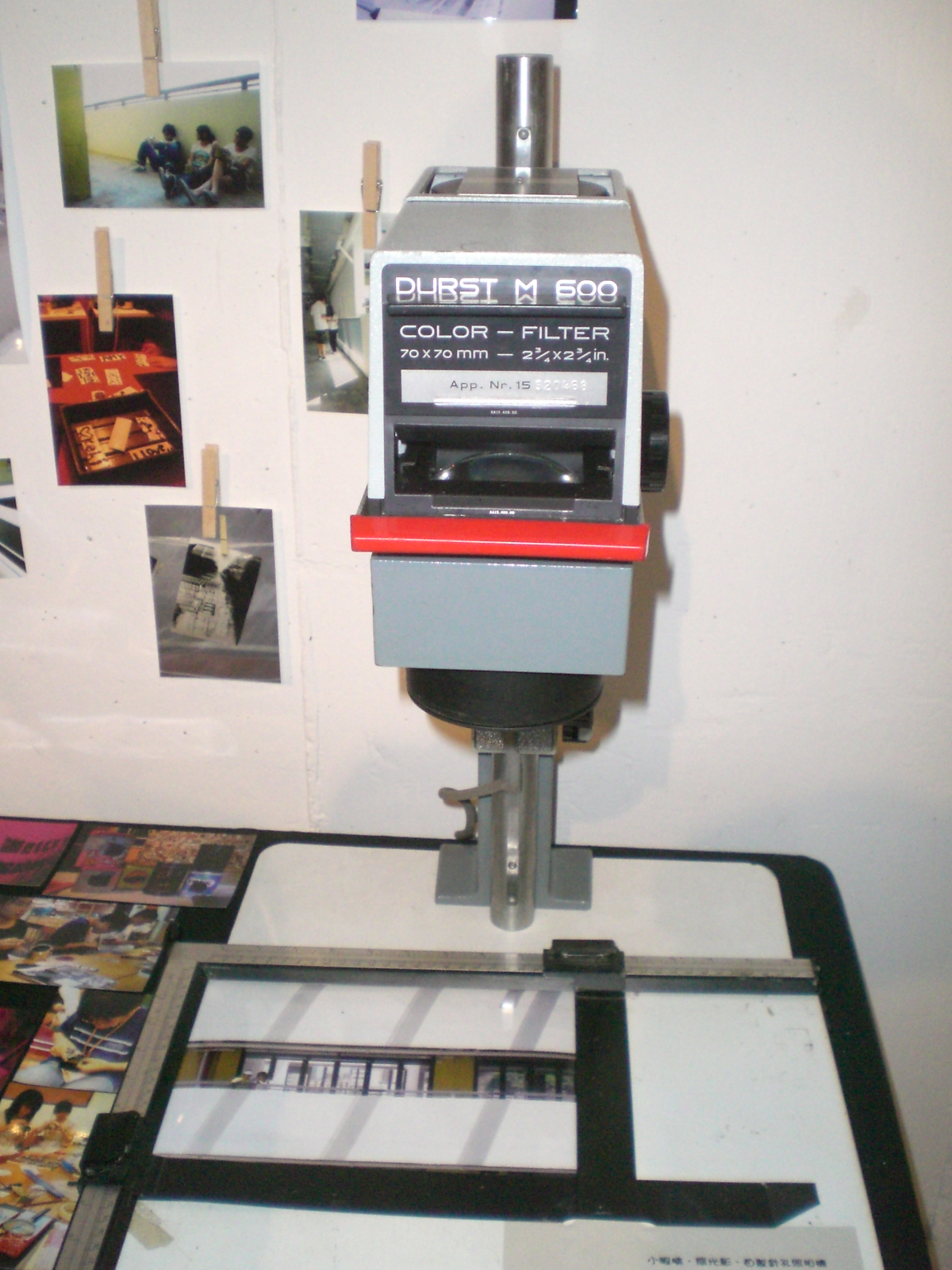
Durst M600
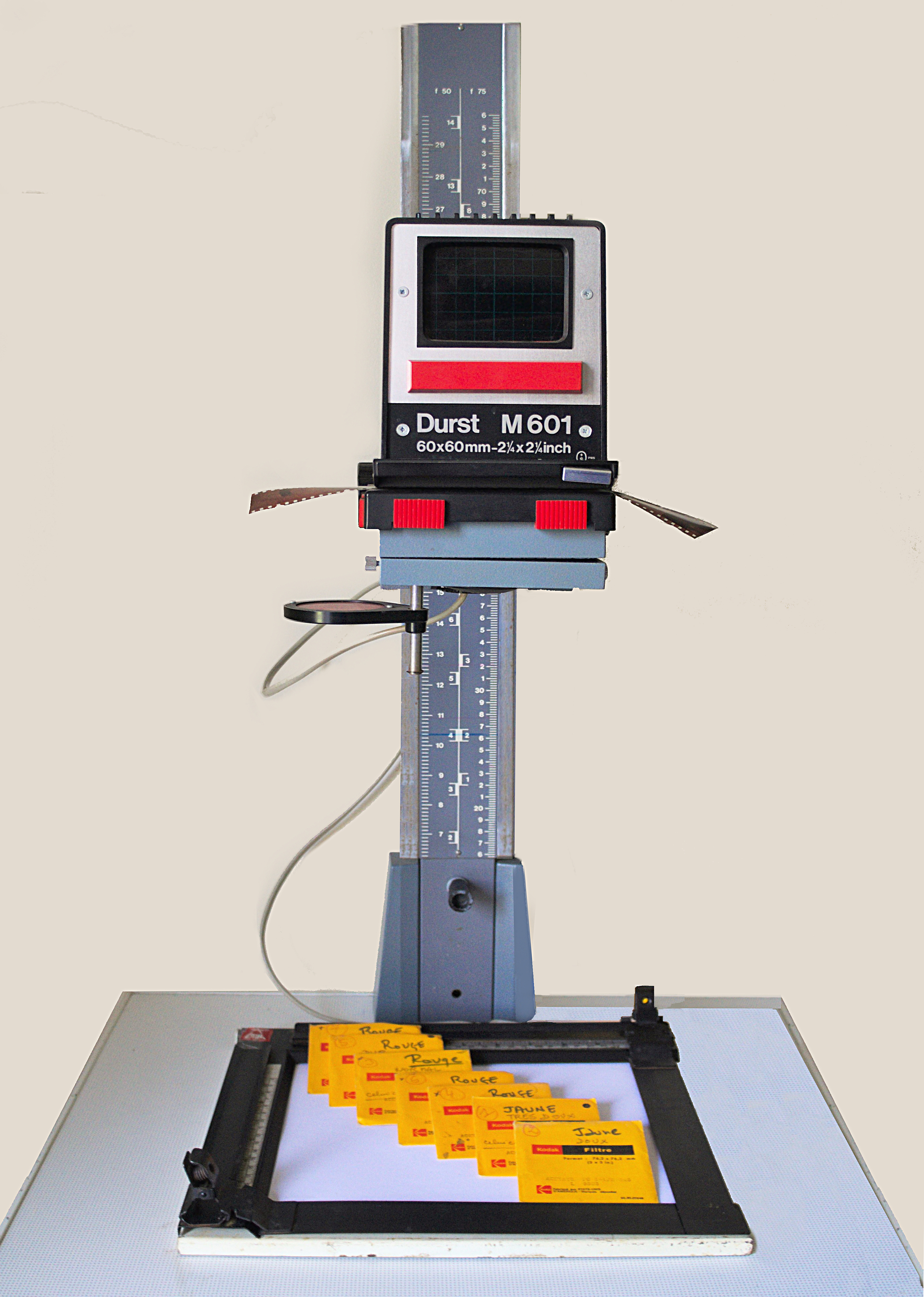
Durst M601
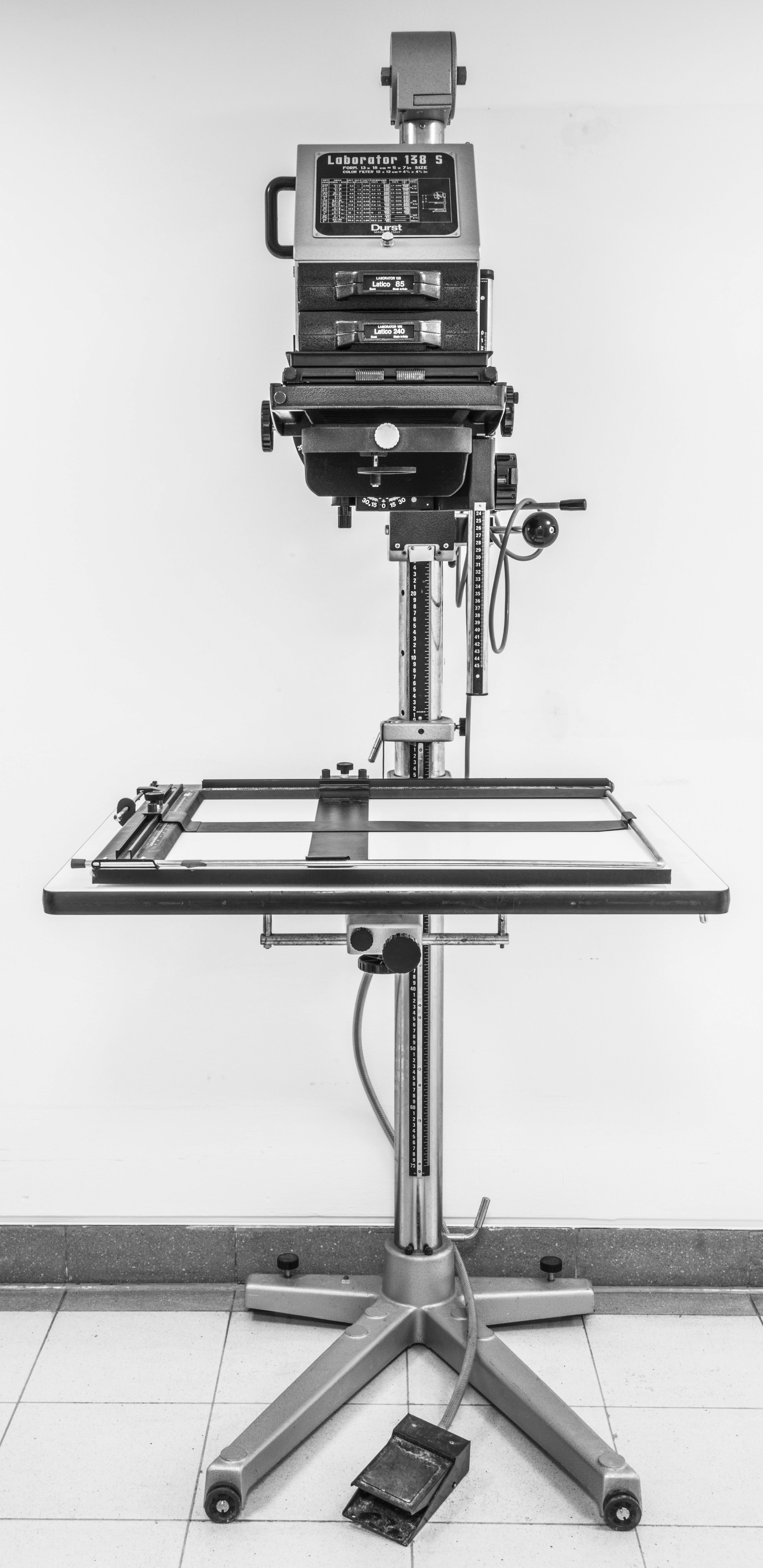
Durst Laborator 138 S
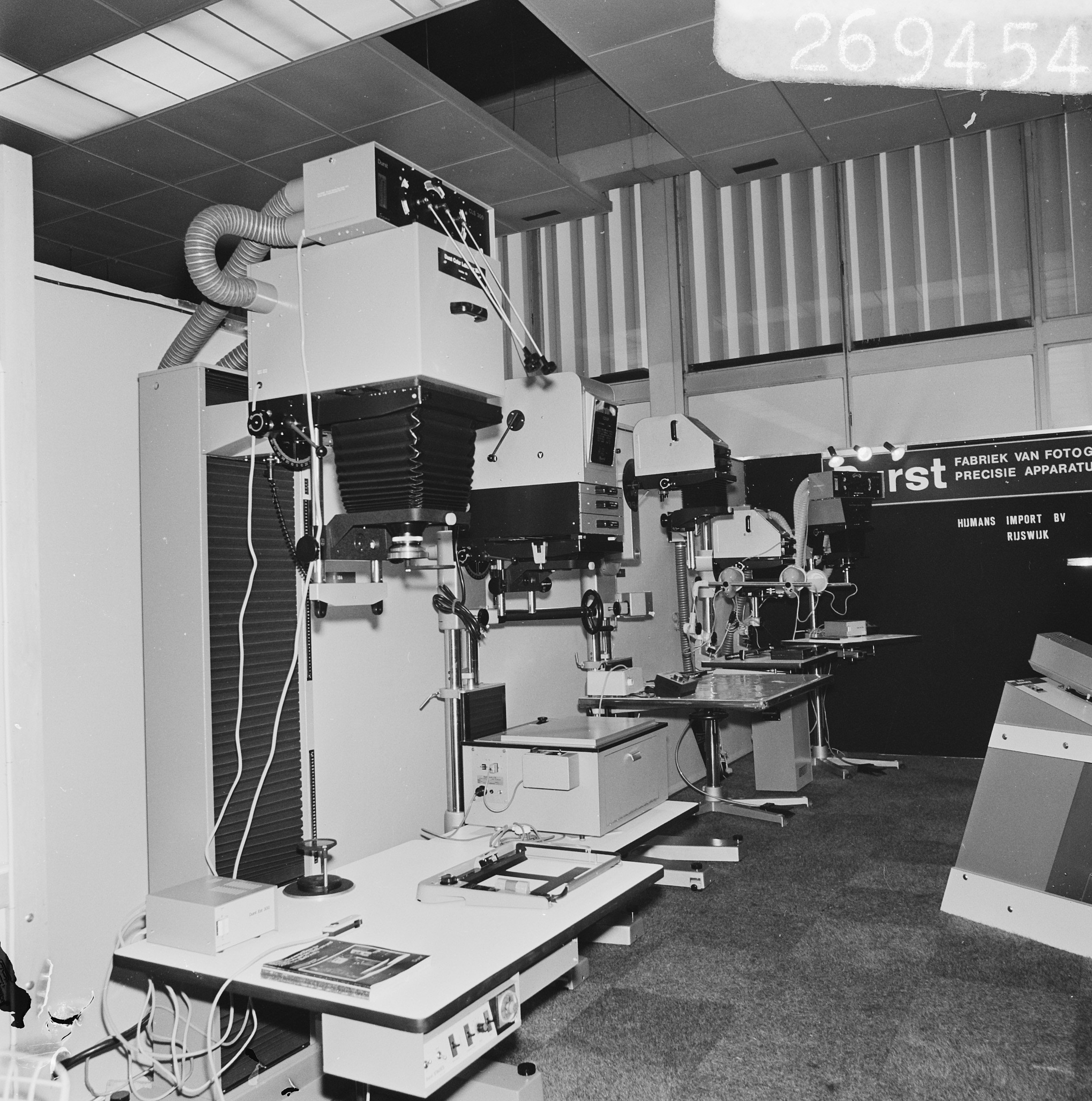
大判引き伸ばし機の展示 (1974年)

## UVインクジェットプリンター製品一覧
- OMEGA 1 plus - フラットベッド/ロールメディア兼用　高解像度モデル
- Rho750 - 2000mm幅　40〜70mm厚　生産性毎時50〜180平方メートル
- Rho900 - 2500mm幅　40〜70mm厚　生産性毎時120〜216平方メートル
- Rho1000 - 2500mm幅　40〜70mm厚　生産性毎時600平方メートル
- Rho P10
- P5